# Gil Hodges
Gilbert Raymond Hodges (* 4. April 1924 in Princeton, Indiana; † 2. April 1972 in West Palm Beach, Florida) war ein US-amerikanischer Baseballspieler und Manager. Als First Baseman war Hodges 18 Spielzeiten in der Major League Baseball (MLB) aktiv. In dieser Zeit brachte es Hodges auf 2.071 Einsätze für die Brooklyn Dodgers, Los Angeles Dodgers und die New York Mets.
Drei Mal in seiner Karriere gewann Hodges die World Series. Zwei Mal mit den Dodgers (1955 für Brooklyn und 1959 für Los Angeles) und einmal mit den Mets (1969).

## Frühe Jahre
Hodges, der in Princeton geboren wurde, zog im Alter von 7 Jahren mit seinen Eltern nach Petersburg, Indiana, wo er später auch zur High School ging. Dort hatte er erste sportliche Erfolge. Gleich in vier Sportarten vertrat er seine High School mit Erfolg. Neben Baseball war er hier auch im Fußball, Basketball und in der Leichtathletik aktiv. 1941 ging er das Saint Joseph’s College, wo er zwei Jahre lang im Team aktiv war. 1943 unterschrieb Hodges einen Vertrag bei den Brooklyn Dodgers und bestritt in diesem Jahr ein Spiel.
Während des Zweiten Weltkriegs war Hodges im United States Marine Corps aktiv und kämpfte in der Schlacht um Tinian und der Schlacht um Okinawa. Für seine Leistungen im Corps wurde Hodges der Bronze Star verliehen.

## Spielerkarriere

### Brooklyn Dodgers (1947–1957)
Nach Ende des Krieges bekam Hodges 1947 ein paar Einsätze als Catcher. Da die Dodgers mit Roy Campanella allerdings bereits einen exzellenten Catcher im Team hatten, wurde Hodges vom Manager auf die Erste Base berufen.
In der Spielzeit 1948 wurde Hodges dann regelmäßig eingesetzt und überzeugte mit sehr guten Leistungen. Am 25. Juni gelang ihm während der Saison 1949 ein Hitting For The Cycle. Im selben Jahr wurde er zu seinem ersten von insgesamt acht All-Star Spielen eingeladen und bekam den Lou Gehrig Memorial Award verliehen.
Auch in den darauffolgenden Jahren war Hodges eine feste Größe bei den Dodgers, die mit Stars wie Roy Campanella, Sandy Koufax, Pee Wee Reese, Jackie Robinson und Duke Snider gespickt waren. 1955 schließlich gewann er mit seiner Mannschaft die World Series, wobei er selbst in Spiel 4 einen Home Run beisteuerte.

### L.A. Dodgers (1958–1961)
Nachdem die Dodgers 1958 von Brooklyn nach Los Angeles umzogen, konnte Hodges erneut durch konstante Leistungen überzeugen. In den Jahren 1957 bis 1959 konnte er drei Mal in Folge den neu ins Leben gerufenen Gold Glove Award gewinnen. Bei dem Sieg in der World Series 1959 gelang ihm erneut ein Home Run. In seinen letzten beiden Spielzeiten für die Dodgers 1960 und 1961 konnte Hodges noch einige Rekorde brechen. So stellte er unter anderem einen Teamrekord in RBIs (1254) und einen National League Homerunrekord für Rechtshänder (351) auf.

### New York Mets (1962–1963)
Durch den Expansion Draft der National League im Oktober 1961 kehrte Hodges schließlich zurück nach New York. Dort war er noch zwei Jahre lang als Spieler aktiv. Das neu gegründete Mets-Franchise gehörte zu dieser Zeit zu den schlechtesten Teams der Baseballgeschichte. In der ersten Saison 1962 gewann das Team nur ein Viertel aller Spiele und beendete die Saison genauso wie auch in Hodges letztem Jahr 1963 als Schlusslicht der National League.
Gil Hodges kam bei den Mets 65 Mal zum Einsatz. In dieser Zeit gelangen ihm 37 Hits und neun Home Runs.

## Managerkarriere
Ab Mitte der Saison 1963 war Hodges als Manager bei den Washington Nationals aktiv. Bis einschließlich 1967 konnte er zwar jede Saison die Siegquote des Teams erhöhen, allerdings gelang es den Nationals in diesen Jahren niemals, zum Saisonende eine positive Bilanz vorweisen zu können.
Zur Spielzeit 1968 ging Gil Hodges zurück nach New York und führte ein Jahr später die Miracle Mets zum Sieg in der World Series 1969. Die Mets waren krasser Außenseiter gegen die Baltimore Orioles, die mit 109:53 durch die reguläre Saison gegangen waren. Vor dem Beginn der Serie wurde vermutet, dass der Starpitcher Tom Seaver Spiel 1 gewinnen könnte, die Orioles in der Folge die Mets aber schlagen sollten. Doch das genaue Gegenteil war der Fall. Seaver verlor Spiel 1 und die World Series schien verloren. Die Mets konnten allerdings die nächsten vier Spiele allesamt gewinnen und holten sich die World Series von 1969 mit 4:1.
In den beiden darauffolgenden Spielzeiten führte Hodges die Mets jeweils auf Platz 3 in der Division und verpasste so die Playoff-Teilnahme jeweils recht deutlich.

## Tod

Die Trikotnummer 14 wird Hodges zu Ehren bei den New York Mets nicht mehr vergeben.

Gil Hodges verstarb überraschend zwei Tage vor seinem 48. Geburtstag an einem Herzinfarkt in West Palm Beach, Florida. Dort hatte er kurz zuvor mit anderen Coaches der Mets Golf gespielt. Bereits drei Jahre zuvor hatte Hodges einen ersten leichten Herzanfall erlitten.
In der folgenden Saison 1972 wurde entschieden, dass Hodges Trikotnummer 14 bei den Mets nie mehr vergeben wird. Zudem trat das Team ihm zu Ehren in dieser Spielzeit in schwarzen Jerseys an.
Hodges liegt auf dem Holy Cross Cemetery in East Flatbush in Brooklyn begraben.